# Аффективная нейронаука
Аффективная нейронаука изучает, как мозг обрабатывает эмоции. Эта область объединяет нейронауку с психологическим изучением личности, эмоций и настроения. Природа эмоций остается предметом дискуссий в области аффективной нейронауки.
Термин «аффективная нейронаука» был введен нейробиологом Яаком Панксеппом в то время, когда когнитивная нейронаука была сосредоточена на разделах психологии, которые не включали эмоции, таких как внимание или память.

## Аффективная нейронаука
Считается, что эмоции связаны с активностью областей мозга, которые направляют наше внимание, мотивируют наше поведение и помогают нам принимать решения относительно окружающей среды. Ранние этапы исследований эмоций и мозга были проведены Полом Брока, Джеймсом Папезом и Полом Д. Маклином
. Их работа предполагает, что эмоции связаны с группой структур в центре мозга, называемой лимбической системой.  
Исследования показали, что лимбическая система напрямую связана с эмоциями, но существуют и другие области и структуры мозга, которые важны для возникновения и обработки эмоций.

## Правое полушарие
Множество теорий о роли правого полушария в эмоциях привели к появлению нескольких моделей эмоционального функционирования. Наблюдая снижение эмоциональных реакций после травм правого полушария, С.К. Миллс выдвинул гипотезу о том, что эмоции напрямую связаны с правым полушарием. В 1992 году исследователи обнаружили, что эмоциональное выражение и понимание могут контролироваться более мелкими структурами мозга в правом полушарии. Эти результаты легли в основу правополушарной гипотезы и валентной гипотезы.

### Правополушарная гипотеза
Считается, что правое полушарие более специализировано на обработке эмоций, чем левое полушарие. Правое полушарие связано с невербальными, синтетическими, интегративными, целостными и гештальтическими ментальными стратегиями. Как показали пациенты, у которых с поражениями правого полушария мозга,  правое полушарие больше связано с подкорковыми системами автономного возбуждения и внимания. Расстройства правого полушария связаны с аномальными моделями реакций автономной нервной системы. Эти результаты свидетельствуют о том, что правое полушарие и подкорковые области мозга тесно связаны.

### Гипотеза валентности
Согласно гипотезе валентности, хотя правое полушарие участвует в эмоциях, оно в основном участвует в обработке отрицательных эмоций, тогда как левое полушарие участвует в обработке положительных эмоций. Альтернативное объяснение заключается в том, что правое полушарие доминирует, когда дело касается переживания как положительных, так и отрицательных эмоций. Недавние исследования показывают, что лобные доли обоих полушарий играют активную роль в эмоциях, в то время как теменная и височная доли обрабатывают их.  Депрессия связана со снижением активности правой теменной доли, тогда как тревога связана с повышением активности правой теменной доли. На основе первоначальной модели валентности были разработаны все более сложные модели в результате углубленного понимания различных полушарий.

## Когнитивная нейронаука
Хотя эмоции являются неотъемлемой частью мыслительных процессов, до конца 1990-х годов познание исследовалось без эмоций, вместо этого сосредоточиваясь на неэмоциональных процессах, таких как память, внимание, восприятие, решение проблем и ментальные образы. Когнитивная нейронаука и аффективная нейронаука возникли как отдельные области для изучения нейронной основы неэмоциональных и эмоциональных процессов. Несмотря на то, что эти области классифицируются в соответствии с тем, как мозг обрабатывает познание и эмоции, нейронные и ментальные механизмы, лежащие в основе эмоциональных и неэмоциональных процессов, часто пересекаются.

## Модели
Нейробиологическая основа эмоций до сих пор остается предметом споров.  Существование базовых эмоций и их определяющих признаков представляет собой давнюю и все еще нерешенную проблему в психологии . Имеющиеся исследования показывают, что нейробиологическое существование базовых эмоций по-прежнему обосновано и эвристически плодотворно, ожидая некоторой переформулировки.

### Базовые эмоции
Эти подходы предполагают, что категории эмоций (включая счастье, печаль, страх, гнев и отвращение) являются биологически базовыми.  С этой точки зрения эмоции — это унаследованные, биологически обоснованные модули, которые нельзя разделить на более базовые психологические компоненты.  Модели, следующие этому подходу, предполагают, что все психические состояния, принадлежащие к одной эмоциональной категории, могут быть последовательно и конкретно локализованы либо в одной области мозга, либо в определенной сети областей мозга. Каждая базовая категория эмоций также имеет другие общие характеристики: особое поведение лица, физиологию, субъективный опыт и сопутствующие мысли и воспоминания.

## Старение
Обычно люди связывают старение со снижением эффективности всех функций умственной обработки информации; однако это не относится к регуляции эмоций. Пожилые люди обычно более склонны поддерживать и улучшать свое эмоциональное благополучие. Тем самым предоставляя им возможность использовать навыки регуляции эмоций, которые обеспечивают большую удовлетворенность жизнью.